# 美因茨火车总站
美因茨中央車站（Centralbahnhof Mainz）是德國鐵路的一座車站，設於德國美因茨。 美因茨中央車站每天進出人次約80,000人，也是萊茵蘭-普法爾茨最繁忙的鐵路車站。